# Georg Hinterwälder
Georg Hinterwälder (geboren am 18. April 1904 in Kaub; gestorben am 29. Juli 1944 in Heidelberg) war ein deutscher Bürgermeister in Montabaur, Landrat des Kreises Gelnhausen und seit 1928 Funktionär der NSDAP.

## Leben
Der gelernte Maschinenschlosser Georg Hinterwälder war der Sohn des Postbeamten Wilhelm Hinterwälder aus Kaub. Ursprünglich evangelisch, vor 1926 war er Mitglied des evangelischen „Bund Deutscher Jugend“ trat er später aus der Kirche aus („gottgläubig“). Ab 1927 firmierte er als Bauingenieur.
Bereits früh schloss sich Hinterwälder der nationalsozialistischen Bewegung an. Vom 1. Juli 1928 bis zum 1. Juli 1929 verrichteten er dabei als Scharführer Dienst in der SA und trat zum 1. August 1928 in die NSDAP ein (Mitgliedsnummer 95.899). Zeitgleich übernahm er die Leitung der NSDAP-Ortsgruppe Kaub und blieb in dieser Funktion bis Dezember 1932. Die nächsthöhere Stufe in der Parteihierarchie als Kreisleiter des Kreises St. Goarshausen nahm er dann vom 1. November 1931 bis zum 10. März 1934 ein, bevor er ab dem 11. März bis zum 30. September 1937 in gleicher Stellung in den Unterwesterwaldkreis wechselte. Bis dahin Stadtverordneter in Kaub, bekleidete er in Montabaur von 1934 bis zum 1. August 1943 zugleich die Stelle des dortigen Bürgermeisters und die eines Kreisdeputierten des Unterwesterwaldkreises.
In Montabaur wurde ihm vom 1. Januar 1938 bis zum 1. August 1943 zudem kommissarisch die Position als Kreisamtsleiter des Amts für Beamte im Unterwesterwaldkreis mit dem Dienstrang eines „Kreisleiters ehrenhalber“ übertragen, ferner war er Beisitzer im Kreisparteigericht. Schließlich übernahm er, ebenfalls kommissarisch vom 1. August 1943 bis zum 29. Juli 1944 die Verwaltung des Kreises Gelnhausen, ab dem 31. Dezember 1943 darüber hinaus auch dort kommissarisch die Leitung des Kreisgerichts.
Der Historiker Thomas Klein beschrieb Hinterwälder als „engagierten Nationalsozialisten ... [und] ... gelernten Maschinenschlosser, der zunächst als Kreisleiter in St. Goarshausen, dann im Unterwesterwaldkreis und als Bürgermeister von Montabaur sein Wesen“ trieb.
Hinterwälder war seit dem 18. April 1934 mit Anne Niss aus Duisburg verheiratet.